# 4014 Хайцман
4014 Хайцман (4014 Heizman) — астероїд головного поясу, відкритий 28 вересня 1979 року.
Тіссеранів параметр щодо Юпітера — 3,139.